# داریوش ضرغامی
داریوش ضرغامی (زاده ۱۳۱۹ تبریز - درگذشته ۹ دی ۱۳۹۷ اهواز) دریادار‌ دوم تکاور نیروی دریایی ارتش ایران و فرمانده گردان تکاوران دریایی بوشهر بود. او در نبرد خرمشهر، شکست حصر آبادان و آزادسازی خرمشهر فرماندهی گردان تکاوران دریایی را برعهده داشت.

## زندگی‌نامه

### پیش از جنگ
داریوش ضرغامی در سال ۱۳۳۹ وارد دانشکده افسری نیروی زمینی ارتش شد. او تا سال ۱۳۵۴ در نیروی زمینی ارتش خدمت کرده و پس از طی دوره عالی، جهت تشکیل گردان‌های تکاوران دریایی از بین ۸۶ نفر داوطلب به عنوان نخستین نفر انتخاب شد. ضرغامی در مرکز آموزش تکاوران منجیل دوره تکاوری را به پایان رساند و در همان‌جا به عنوان فرماندهی آموزش مشغول به خدمت شد و در نهایت برای طی دوره عملیات آبی و خاکی و ستاد، به آمریکا اعزام شد. وی در دوره‌های آموزشی خارج از کشور در میان افسران کشورهای مختلف با درجه ممتازی فارغ‌التحصیل شد و سپس به ایران برگشت. او از ۱۹ آذر ۱۳۵۷ در بوشهر به فرماندهی گردان تکاوران انتخاب شد و بعد از پیروزی انقلاب اسلامی نیز مجدداً در فرماندهی آموزش تکاوران دریایی مشغول به کار شد و سپس برای حفاظت از جزایر سه‌گانه با تیپ تفنگداران به خلیج فارس اعزام شد.

### جنگ ایران و عراق
پس از آغاز جنگ هشت ساله با گردانی ۲۷۰ نفره از تکاوران دریایی از مرکز آموزش منجیل به جبهه خرمشهر اعزام شد. از روز سی‌ام صحنه جنگ تغییر کرد. ۳۰۰ نفر از تکاوران شهید و مجروح شدند و در پایان روز چهارم آبان ۱۳۵۹ عقب‌نشینی آغاز شد. نیمی از شهر به دست عراق افتاد. در نبرد خرمشهر از گردان ۲۷۰ نفره ضرغامی ۲۵۳ نفر کشته یا زخمی شدند.
برای شکستن حصر آبادان ضرغامی و صمدی با فرماندهان ارتش و سپاه وارد شور شدند و حمله پارتیزانی و شناسایی وظیفه تکاوران دریایی شد. ناخدا ضرغامی و ناخدا صمدی، یکی ارشد و دیگری معاون، به کار فرماندهی تکاوران مشغول شدند. پنج عملیات نفوذ در خاک عراق بارمز «چشم دشمن» برای شناسایی مواضع موشکی مأموریتی بود که تکاوران زیر نظر ناخدا ضرغامی به اجرا درآوردند. پس از عملیات ثامن‌الائمه در مهر ماه ۱۳۶۰ آبادان آزاد شد. کارهای او باعث شد صدام برای سرش جایزه تعیین کند.

### درگذشت
آی آدم‌ها کجایید، آی مدیران ما از شما انتظار محبت داریم نه کمک، انتظار داریم ما را ببینید، آیا زمان فراموشی ما رسیده‌است؟ مردم خرمشهر کجا هستید؟ مسئولان شهر چرا غایب هستید؟ مدافعان شما پس از ۳۰ سال با تنی خسته و زخمی به دیدنتان آمده‌اند، نمی‌خواهید آنها را ببینید؟— آخرین سخنرانی داریوش ضرغامی، 
دی ماه ۱۳۹۷، داریوش ضرغامی از میهمانان همایش تکاوران دریایی ارتش و مدافعان خرمشهر بود که در هنگام سخنرانی سکته قلبی کرد و همان شب در اثر ایست قلبی در بیمارستان جان باخت.

## جایزه‌ها و نشان‌های افتخار
این بخش شامل نشان‌ها و جایزه‌های رسمی داریوش ضرغامی است که بر روی لباس همسان او نصب می‌شد ولی جایزه‌های غیرنظامی و غیررسمی را دربر نخواهد گرفت.

### نوار نشان‌ها
|  |  |  |
|  |  |  |
|  |  |  |

### نام نشان‌ها
| نشان ورزش              |              |           |
| دوره دافوس             | نشان         |           |
| دوره دوم دانشگاه افسری | دوره مقدماتی | دوره عالی |

## برای مطالعهٔ بیشتر
- حضرتی، مریم (۱۳۹۶). یک شهر یک خانه (خاطرات امیر دریادار دوم تکاور داریوش ضرغامی). سوره مهر[۵]